# アース・ペット
アース・ペット株式会社は東京都港区に本社を置く、ペット関連商品の製造・販売を行う日本のメーカーで、アース製薬の子会社である。

## 概要
アース製薬グループでのペット事業においては、従来、アース・バイオケミカルのペット事業、同社子会社のターキー、2016年11月の子会社化によってグループ会社となったジョンソントレーディングの3社それぞれで事業を行ってきたが、2017年7月にアース・バイオケミカルがペット事業以外の全事業を吸収分割により親会社のアース製薬へ承継させるとともに、ジョンソントレーディングを吸収合併。ペット事業に特化したため、現在のアース・ペットに商号変更された。2018年1月に子会社だった株式会社ターキーを吸収合併したことで、グループ内でのペット事業の再編・統合が完了した。
なお、ジョンソントレーディングでは家庭園芸用品事業も行っており、合併後も引き継いでいたが、2018年1月に親会社のアース製薬へ事業継承され、「アースガーデン」のシリーズ品として新たに発売を開始している。
また、他社との共同開発による製品もあり、大幸薬品とは二酸化塩素を用いた除菌・消臭剤を、グループ会社であるバスクリンとは愛犬用入浴剤を、ユースキン製薬とは犬猫用肉球保湿クリームをそれぞれ製品化している。

## 歴史
- 2017年
  - 7月1日 - アース・バイオケミカル株式会社の衛生害虫防除事業、ヘルス&ビューティー事業及び徳島工場で行っていた各種殺虫剤・防虫剤製造事業を吸収分割により親会社のアース製薬へ承継させ、同時に、ジョンソントレーディング株式会社を吸収合併してアース・ペット株式会社を設立[2]。
  - 7月3日 - 営業開始[3]。
- 2018年
  - 1月1日 - 子会社の株式会社ターキーを吸収合併[4]、ジョンソントレーディング株式会社から継承された家庭園芸用品事業を親会社のアース製薬へ承継。
  - 1月5日 - 株式会社ターキーの吸収合併に伴い、大阪営業所 守口オフィス（旧・株式会社ターキー 本社）及び三重物流センターを開設。

## 主な商品
(B)は旧・アースバイオケミカルの製品、(J)は旧・ジョンソントレーディングの製品、(T)は旧・ターキーの製品
- アース(B)
  - ペット用アース渦巻AC【動物用医薬部外品】
  - ペット用アースノーマット【動物用医薬部外品】
  - 薬用アースサンスポット【動物用医薬部外品】- 2020年12月の製造をもって生産中止となった。
  - 電子ノミとりホイホイ
- JOYPET（ジョイペット）(J)
- ファーストチョイス(B) - ドッグフード。本品は旧・ニッケペットケアから継承した製品。
- 和味（なごみ）(B) - キャットフード
- HAPPY PET(B)
- Happy Health(B)
- HAPPY PRO(B)
- 猫砂楽園(B)
- スタミノール
- サラテクト ペット用(B)【動物用医薬部外品】
- エブリデント
  - 食べられる歯みがきロープ(B) - 2019年2月のリニューアルに伴い、「エブリデント」のシリーズ品へ移行
- DOGTOY(T) - 犬用おもちゃ
- 愛犬用アイスノン - 2019年2月発売。「アイスノン」はグループ会社の白元アースの商標。